# Aluvamna
Aluvamna je bil kralj Hetitov (Srednje kraljestvo), ki je vladal okoli sredine 15. stoletja pr. n. št. (kratka kronologija). Kot zet kralja Telipinuja bi lahko bil njegov naslednik po vladanju kralja Tahurvailija.

## Družina
Aluvamna je bil poročen s kraljico Harapšeki, hčerko kralja Telipinuja. Z njo je imel sina, bodočega kralja Hantilija II.

## Vladanje
Aluvamnovo vladanje dokazuje Tabarnov pečat (SBo I.86). S poroko s hčerko prvega reda kralja Telepinuja je postal kandidat prvega reda za nasledstvo hetitskega prestola. Ker je Telepinu njega in ženo pregnal v Malitaškur, Aluvamna verjetno ni bil neposredni Telepinujev naslednik, ampak je pred njim vladal Telipinujev bratranec Tahurvaili.
Eden od Aluvamnovih dokumentov priča, da je  podelil zemljo svojemu sinu in verjetnemu nasledniku Hantiliju II.